# Kofi Amoah Prah
Kofi Amoah Prah (* 20. Dezember 1974 in Accra, Ghana) ist ein deutscher ehemaliger Weitspringer.
Prah startete für den Berliner Sport-Club, den LAC Halensee Berlin und zuletzt für die LG Nike Berlin. Im Jahr 2000 wurde er deutscher Meister im Weitsprung. Im Juni 2000 in Wesel stellte Prah seine persönliche Bestleistung von 8,20 m auf.
Bei den Leichtathletik-Halleneuropameisterschaften 1992 in Genua gewann er die Silbermedaille. Bei den Olympischen Spielen 2000 in Sydney wurde er Fünfter.
Am 31. August 2008 beendete Prah nach einem Wettkampf in Elstal seine aktive Laufbahn. Von ihm zu verantwortende Verfahrensverzögerungen führten dazu, dass erst im September 2008 bekannt wurde, dass er am 5. Juli 2008 bei den Deutschen Meisterschaften in Nürnberg gedopt war. Die Tester hatten bei Prah die verbotenen Stimulanzien Kokain und Methylecgonin entdeckt. Am 22. September 2008 wurde er von dem Disziplinarausschuss des Deutschen Leichtathletik-Verbandes für zwei Jahre gesperrt.